# سونیک تیم
سونیک تیم (انگلیسی: Sonic Team) یک شرکت بازی ویدئویی ژاپنی است که در سال ۱۹۹۰ تأسیس شد.